# نظامی ۳۷۷۰
سیارک ۳۷۷۰ (به انگلیسی: 3770 Nizami، نامگذاری:1974QT1) سه هزار و هفتصد و هفتادمین سیارک کشف شده‌است که در ۲۴ اوت ۱۹۷۴ کشف شد.
قدر مطلق سیارک برابر ۱۴٫۵۰ است.